# Clube de Futebol "Os Balantas"
Clube de Futbol "Os Balantas" is een Guinee-Bissause voetbalclub uit de stad Mansôa. De club werd de allereerste landskampioen na de onafhankelijkheid van Portugal in 1975.

## Erelijst
Landskampioen
1975, 2006